# Route nationale 58
Die Route nationale 58, kurz N 58 oder RN 58, ist eine französische Nationalstraße.

## Aktueller Straßenverlauf
Die aktuelle Nationalstraße 58 stellt einen als Schnellstraße ausgeschilderten Abschnitt dar, der in der Nähe von Sedan beginnt und nach Norden zur belgischen Grenze bei Bouillon verläuft. Dieser geht auf die Nationalstraße 77 zurück:
- N 77 Sedan – belgische Grenze (kurzzeitig als N 258)

## Streckenführung
| Position | höchste zulässige Gesamtgeschwindigkeit | Fahrbahnen | Typ                          | Abschnitt             | Längengrad | Breitengrad |
| -------- | --------------------------------------- | ---------- | ---------------------------- | --------------------- | ---------- | ----------- |
| 1        | 110                                     | 2          | Beginn an Grenze             | Grenze Belgien – N 89 | 49.7621    | 5.0615      |
| 2        | 110                                     | 2          | Vollständige Anschlussstelle | la Chapelle           | 49.7531    | 5.0289      |
| 3        | 110                                     | 2          | Ende der Autobahn            | N43-N58               | 49.6835    | 4.9919      |

## Historischer Straßenverlauf
Die historische Nationalstraße 58 verlief in den Jahren von 1824 bis 1973 von einer Straßenkreuzung mit der Nationalstraße 4 in Saulx-en-Barrois nach Maidières. Ihre Länge betrug 52,5 Kilometer.